# ناحیه زومبو
ناحیه زومبو (به لاتین: Zombo District) یک منطقهٔ مسکونی در اوگاندا است که در اوگاندا واقع شده‌است. ناحیه زومبو ۸۹۷٫۶ کیلومتر مربع مساحت و ۲۱۹٬۸۰۰ نفر جمعیت دارد.